# ATC code L03
ATC code L03 داروهای محرک دستگاه ایمنی زیرگروهی درمانی از سیستم طبقه‌بندی شیمیایی درمانی آناتومیک است. این سیستمِ متشکل از کدهای حرفی‌عددی را سازمان جهانی بهداشت برای طبقه‌بندی داروها و سایر تولیدات پزشکی ایجاد کرده است. زیرگروه L03 جزوی از گروه آناتومیک L ضدسرطان‌ها و عوامل تعدیل‌کنندهٔ ایمنی است.

کدهای مورد استفاده در دامپزشکی (کدهای ATCvet) را می‌توان با گذاشتن حرف Q جلو کدهای انسانی ATC ایجاد کرد: مثلاً QL03. کدهای ATCvet که فاقد کدهای انسانی متناظر ATC هستند، در فهرست ذیل با حرف آغازین Q ذکر شده‌اند.
ممکن است نسخه‌های ملی از طبقه‌بندی ATC حاوی کدهای اضافه‌ای باشند که در این فهرست (نسخهٔ سازمان جهانی بهداشت) نیامده باشند.

## L03AImmunostimulants

### L03AAعامل تحریک‌کننده تشکیل کلنیs
L03AA02 فیلگراستیم
L03AA03 مولگراموستیم
L03AA09 Sargramostim
L03AA10 Lenograstim
L03AA12 Ancestim
L03AA13 Pegfilgrastim
L03AA14 Lipegfilgrastim
L03AA15 Balugrastim
L03AA16 Empegfilgrastim
QL03AA90 Pegbovigrastim

### L03ABاینترفرونs
L03AB01 Interferon alfa natural
L03AB02 اینترفرون نوع ۱ natural
L03AB03 اینترفرون گاما
L03AB04 Interferon alfa-2a
L03AB05 Interferon alfa-2b
L03AB06 Interferon alfa-n1
L03AB07 اینترفرون بتا-۱ای
L03AB08 Interferon beta-1b
L03AB09 Interferon alfacon-1
L03AB10 Peginterferon alfa-2b
L03AB11 Peginterferon alfa-2a
L03AB12 Albinterferon alfa-2b
L03AB13 Peginterferon beta-1a
L03AB14 Cepeginterferon alfa-2b
L03AB60 Peginterferon alfa-2b, combinations
L03AB61 Peginterferon alfa-2a, combinations
QL03AB90 Interferon omega , feline origin

### L03ACاینترلوکینs
L03AC01 اینترلوکین ۲
L03AC02 Oprelvekin

### L03AX Other immunostimulants
L03AX01 لنتینان
L03AX02 Roquinimex
L03AX03 واکسن ب‌ث‌ژ
L03AX04 آدنوزین دآمیناز
L03AX05 Pidotimod
L03AX07 Poly I:C
L03AX08 Poly ICLC
L03AX09 Thymopentin
L03AX10 هموسیانین
L03AX11 عامل نکروز توموری آلفا
L03AX12 Melanoma vaccine
L03AX13 Glatiramer acetate
L03AX14 Histamine dihydrochloride
L03AX15 Mifamurtide
L03AX16 Plerixafor
L03AX17 Sipuleucel-T
L03AX18 Cridanimod
L03AX19 Dasiprotimut-T
QL03AX90 Feline اینترلوکین ۲ recombinant canarypox virus